# La Farga de Moles
La Farga de Moles és una entitat de població del municipi de les Valls de Valira, a la comarca de l'Alt Urgell. Juntament amb Arcavell forma l'entitat municipal descentralitzada d'Arcavell i la Farga de Moles.
El llogaret se situa al costat del riu Valira, a la vora dels límits d'Andorra. La carretera N-145 n'és la principal via de comunicació.

## Història
El topònim prové de l'antiga presència d'una farga, datada no abans del segle xvii i esmentada ja al segle xviii, que funcionà fins a mitjans del segle xix. Cebrià Baraut demostrà que antigament s'havia anomenat Ponts.
El lloc sempre ha estat molt estratègic, ja que controla els camins de les valls de la Valira i de Sant Joan, documentat ja l'any 940 com a super villam Pontes.
El lloc pertanyia als Caboet a la primera darreria del segle xii, que, a més de la Farga de Moles, també tenien la vall de Sant Joan i la d'Andorra en feus del bisbe d'Urgell. Posteriorment, amb la vinculació matrimonial dels Caboet i Castellbò, pertangué al Vescomtat de Castellbò. Reanomenada la bastida de Ponts i també dita la bastia d'en Donat. Clau en la comunicació entre l'Urgellet i Andorra, fou destruïda pels francesos en la guerra dels Segadors. En el cens del 1860 la trobem esmentada com la Caseta de la Farga; i vora seu, la Fagina de Moles, que era una fàbrica de maons.
Tot i que no és una població andorrana, hom celebra la diada de la Constitució Andorrana el 14 de març i la festivitat de la Mare de Déu de Meritxell el 8 de setembre. Al poble es troba la duana de la Guàrdia Civil i diferents oficines de tramitació de serveis duaners.